# Hàng không năm 1924
Đây là danh sách các sự kiện hàng không nổi bật xảy ra trong năm 1924:

## Các sự kiện

### Tháng 1
- 29 tháng 1 - Pateras Pesara bay thử nghiệm một chiếc trực thăng ở Paris. Nó bau xa 800 mét (2.640 ft) trên không khoảng 10 phút.

### Tháng 2
- 20 tháng 2 - 3 sĩ quan quân đội Pháp thực hiện chuyến bay 2 chiều đầu tiên xuyên qua sa mạc Sahara trên một chiếc Breguet 14.

### Tháng 3
- Huff Darland Dusters được thành lập, đây là công ty phun thuốc trừ sâu đầu tiên ở Georgia. Nó dần lớn mạnh trong hãng hàng không Delta Air Service, sau đó là Delta Air Lines.
- 25 tháng 3 - Sĩ quan Không quân Hoàng gia Anh gồm McLaren, Plenderleith, và Andrews cố gắng thử bay vòng quanh thế giới trên một chiếc Vickers Vulture II. Cố gắng của hõ đã phải dừng lại ở Siberia vào đầu tháng 8 sau một vài sự cố.

### Tháng 4
- 1 tháng 4 - Imperial Airways được thành lập, với sự ủng hộ giúp đỡ của chính phủ Anh.
- 1 tháng 4 - Hãng hàng không Anh là Fleet Air Arm được thành lập.
- 1 tháng 4 - Không quân Hoàng gia Canada được thành lập.

### Tháng 5
- 19 tháng 5 - Chuyến bay vòng quanh bờ biển Australia đầu tiên được thực hiện, bởi một chiếc máy bay thuộc Không quân Hoàng gia Australia, loại Fairey IIID.

### Tháng 6
- 23 tháng 6 - Trung úy Russell Maughan thực hiện chuyến bay đầu tiên xuyên qua nước Mỹ trong 1 ngày, chuyến bay từ Long Island đến San Francisco trên một chiếc Curtiss PW-8 trong 21 giờ 48 phút.

### Tháng 7
- 1 tháng 7 - Các chuyến bay vận chuyển bưu phẩm bắt đầu hoạt động vào ban đêm ở Mỹ, truyến đường bay là Chicago và Cheyenne.
- 17 tháng 7 - Pelletier d'Oisy hoàn thành chuyến bay đầu tiên từ Paris đến Tokyo. Cuộc hành trình mất 120 giờ trên không.

### Tháng 8
- Không quân Bolivia được thành lập, còn được gọi với tên gọi khác là Cuerpo de Aviación.
- 8 tháng 8 - Khí cầu của Hải quân Hoa Kỳ, chiếc USS Shenandoah được neo vào với tàu chiếc tàu chiến USS Patoka trong khi nó đang hoạt động, điều này cho thấy các khí cầu có thể hỗ trợ các tàu chiến ở xa ngoài biển.
- 24 tháng 8 - Tàu chiến USS Richmond cứu các thành viên của một chiếc thủy phi cơ của Italia, khi nó gặp phải tai nạn ở Bắc Băng Dương do gặp phải thời tiết xấu.

### Tháng 9
- 11 tháng 9 - Các chuyến bay vận chuyển bưu phẩm đầu tiên của Canada được bắt đầu hoạt động, do hãng hàng không Laurentide Air Services thực hiện, tuyến đường bay từ Haileybury đến Rouyn.
- 28 tháng 9 - 2 trong số 4 chiếc Douglas World Cruiser của Cục Không quân Hoa Kỳ đã đến Seattle, hoàn thành chuyến bay vòng quanh thế giới đầu tiên trong lịch sử. Họ rời thành phố vào 6 tháng 4, và mất 175 ngày cho cuộc hành tronhf này.

### Tháng 10
- 12 tháng 10-15 - Khí cầu Zeppelin "LZ 126" (ZR III "Los Angeles") đến Mỹ dưới sự điều khiển của H. Eckener.

### Tháng 11
- 11 tháng 11 - Trung úy Dixie Kiefer thực hiện chuyến bay đêm đầu tiên từ một máy phóng máy bay trên một chiếc tàu, chiếc USS California.
- 24 tháng 11 - Một chiếc máy bay của hãng KLM, chiếc Fokker F.VII thực hiện chuyến bay đầu tiên từ Hà Lan đến Đông Ấn Hà Lan, trong 127 giờ 16 phút.

### Tháng 12
- 13 tháng 12 - Trong một cuộc thử nghiệm máy bay chiến đấu ký sinh, trung úy Clyde Flinter không thành công khi cố hạ trên chiếc Sperry Messenger trên nóc của chiếc US Army airship TC-3.
- 14 tháng 12 - Một chiếc Martin MO-1 được phóng đi nhờ một máy phóng sử dụng thuốc nổ trên tàu USS Mississippi, cách này cần khoảng cách ít hơn các cách thông thường.

## Chuyến bay đầu tiên

### Tháng 3
- Fairey Fawn

### Tháng 5
- 4 tháng 5 - Sikorsky S-29-A
- 26 tháng 5 - Tupolev ANT-2

### Tháng 6
- 23 tháng 6 - Focke-Wulf A-16

### Tháng 8
- Savoia Marchetti S.55
- Hawker Cygnet
- 21 tháng 8 - Fokker F.VII

### Tháng 9
- Aero A.24

### Tháng 11
- 6 tháng 11 - Dornier Do J